# Championnat de Polynésie française de football 2008-2009
Navigation
Saison précédente Saison suivante
La saison 2008-2009 du championnat de Polynésie française de football est la soixante-deuxième édition du championnat de première division en Polynésie française. Les dix meilleurs clubs de Polynésie sont regroupés au sein d'une poule unique, la Ligue Mana, où ils s'affrontent deux fois au cours de la saison. Les six premiers jouent une deuxième phase pour déterminer le champion tandis que les quatre derniers doivent disputer une poule de promotion-relégation face aux clubs de Division 2.
C'est l’AS Manu-Ura, tenant du titre, qui est à nouveau sacré champion de Polynésie cette saison après avoir terminé en tête du classement final avec un seul point d’avance sur l'AS Tefana. C'est le cinquième titre de champion de Polynésie française de l’histoire du club, qui réussit même le doublé en s'imposant en finale de la Coupe de Polynésie française face à la sélection tahitienne des moins de 20 ans.
L'équipe de Tahiti U20 prend part à la compétition cette saison uniquement afin de préparer les qualifications pour la Coupe du monde de sa catégorie. À l'inverse, l'AS Temanava dispute le championnat de l'île de Mooréa. À partir de cette saison, le champion de Mooréa se qualifie directement pour la phase finale pour le titre en compagnie des meilleurs clubs de Tahiti.

## Qualifications continentales
Le club champion de Polynésie française obtient son billet pour la Ligue des champions de l'OFC 2009-2010.

## Les clubs participants
| - AS Pirae - AS Tefana - AS Excelsior - Promu de D2 - AS Dragon - AS Vaiete - Promu de D2 | - AS Jeunes Tahitiens - AS Manu-Ura - AS Tamarii Faa'a - AS Taravao AC - Tahiti U20 |

## Compétition

### Première phase
Le barème utilisé pour établir le classement change cette saison et est le suivant :
- Victoire : 4 points
- Match nul : 2 points
- Défaite : 1 point

| Rang | Équipe              | Pts | J  | G  | N | P  | Bp | Bc | Diff |
| ---- | ------------------- | --- | -- | -- | - | -- | -- | -- | ---- |
| 1    | AS Tefana           | 67  | 18 | 16 | 1 | 1  | 51 | 7  | +44  |
| 2    | AS Manu-UraT        | 55  | 18 | 12 | 1 | 5  | 50 | 19 | +31  |
| 3    | AS Dragon           | 51  | 18 | 10 | 3 | 5  | 41 | 23 | +18  |
| 4    | Tahiti U20          | 50  | 18 | 10 | 2 | 6  | 40 | 23 | +17  |
| 5    | AS Pirae            | 48  | 18 | 9  | 3 | 6  | 37 | 23 | +14  |
| 6    | AS Taravao AC       | 47  | 18 | 9  | 2 | 7  | 32 | 33 | -1   |
| 7    | AS Tamari Faa'a     | 40  | 18 | 6  | 4 | 8  | 34 | 42 | -8   |
| 8    | AS VaieteP          | 31  | 18 | 4  | 1 | 13 | 16 | 48 | -32  |
| 9    | AS ExcelsiorP       | 26  | 18 | 2  | 2 | 14 | 20 | 58 | -38  |
| 10   | AS Jeunes Tahitiens | 25  | 18 | 2  | 1 | 15 | 11 | 56 | -45  |

|  | Qualification pour la deuxième phase                 |
|  | Participation à la poule de promotion-relégation     |
|  | T : Tenant du titre P : Promu de division inférieure |

### Deuxième phase

#### Poule pour le titre
Les six premiers du classement et le champion de Moorea, l’AS Tiare Tahiti, s’affrontent à nouveau deux fois pour déterminer le champion. L'AS Manu-Ura démarre la deuxième phase avec un bonus de deux points après avoir terminé en tête de la première phase.
| Rang | Équipe          | Pts | J  | G | N | P | Bp | Bc | Diff |
| ---- | --------------- | --- | -- | - | - | - | -- | -- | ---- |
| 1    | AS Manu-Ura'T'C | 40  | 12 | 9 | 1 | 2 | 27 | 11 | +16  |
| 2    | AS Tefana +2    | 39  | 12 | 7 | 4 | 1 | 19 | 9  | +10  |
| 3    | AS Pirae        | 27  | 12 | 4 | 3 | 5 | 29 | 26 | +3   |
| 4    | AS Dragon       | 27  | 12 | 3 | 6 | 3 | 25 | 24 | +1   |
| 5    | AS Taravao AC   | 26  | 12 | 4 | 2 | 6 | 16 | 27 | -11  |
| 6    | Tahiti U20      | 23  | 12 | 2 | 5 | 5 | 16 | 18 | -2   |
| 7    | AS Tiare Tahiti | 19  | 12 | 2 | 1 | 9 | 14 | 31 | -17  |

|  | Qualification pour la Ligue des champions de l'OFC 2009-2010         |
|  | T : Tenant du titre C : Vainqueur de la Coupe de Polynésie française |

#### Poule de promotion-relégation
Les quatre derniers retrouvent les quatre meilleurs clubs de deuxième division au sein de la poule de promotion-relégation. Les quatre premiers de la poule accèdent ou se maintiennent parmi l'élite. Les trois premiers de phase régulière des premières et deuxième division démarrent avec un bonus respectif de quatre, deux et un point.
| Rang | Équipe                     | Pts | J  | G  | N | P  | Bp | Bc | Diff |
| ---- | -------------------------- | --- | -- | -- | - | -- | -- | -- | ---- |
| 1    | AS Vaiete +2               | 49  | 14 | 10 | 3 | 1  | 40 | 18 | +22  |
| 2    | AS Tamarii Fa'a +4         | 44  | 14 | 8  | 2 | 4  | 28 | 16 | +12  |
| 3    | AS Vénus (D2) +1           | 38  | 14 | 6  | 5 | 3  | 25 | 17 | +8   |
| 4    | AS Jeunes Tahitiens        | 37  | 14 | 5  | 8 | 1  | 13 | 6  | +7   |
| 5    | AS Aorai (D2) +2           | 35  | 14 | 5  | 4 | 5  | 18 | 20 | -2   |
| 6    | AS Central Sport (D2)      | 27  | 14 | 3  | 4 | 7  | 20 | 32 | -12  |
| 7    | AS Tamarii Punaruu (D2) +4 | 26  | 14 | 2  | 2 | 10 | 14 | 31 | -17  |
| 8    | AS Excelsior +1            | 22  | 14 | 1  | 4 | 9  | 17 | 35 | -18  |

|  | Promotion en Ligue Mana  |
|  | Relégation en Division 2 |

## Bilan de la saison
| Championnat de Polynésie française de football 2008-2009 |                        |
| Champion                                                 | AS Manu-Ura (5e titre) |
| Coupes et trophées                                       |                        |
| Vainqueur de la Coupe de Polynésie française 2008-2009   | AS Manu-Ura            |
| Qualifications continentales                             |                        |
| Ligue des champions de l'OFC 2009-2010                   | AS Manu-Ura            |
| Promotions et relégations                                |                        |
| Promus en Ligue Mana                                     | AS Vénus               |
| Relégués en Division 2                                   | AS Excelsior           |